# Listă de localități dispărute din statul Texas

Harta distribuției populației din statul din SUA.

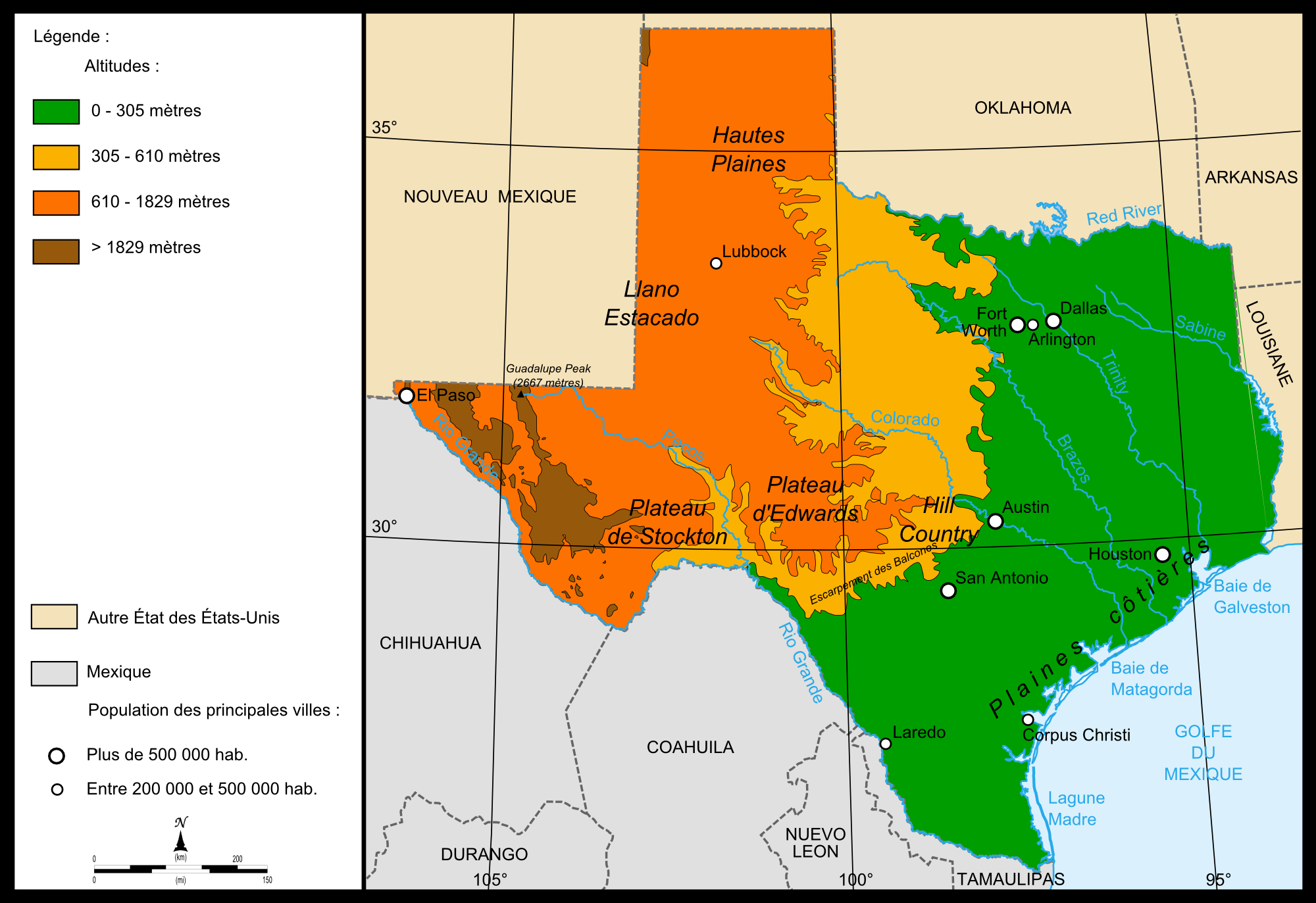
Harta formelor de relief ale statului Texas.

Harta regiunilor statului Texas.

- Prezenta pagină este o listă alfabetică a localităților dispărute (în engleză ghost towns) din statul  Texas din  Statele Unite ale Americii.

## A — B

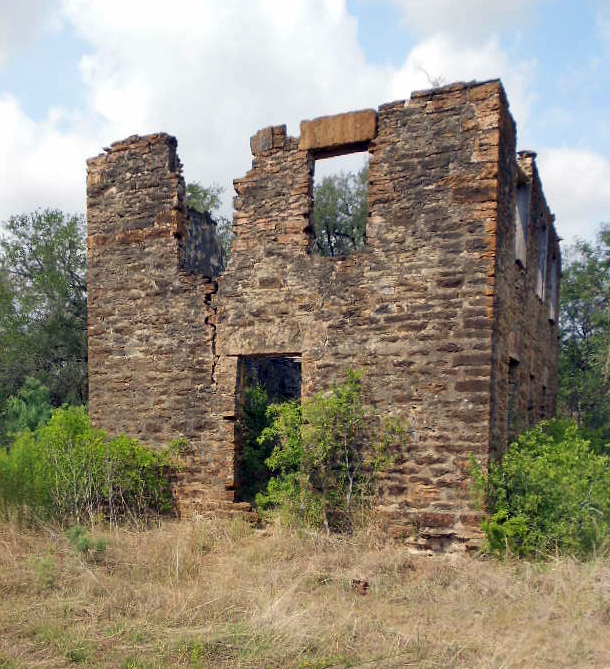
Școala abandonată din Benton City (Atascosa)

| - Acala (Hudspeth) - Acme (Hardeman) - Adkins (Bexar) - Adobes (Presidio) - Adobe Walls (Hutchinson) - Albert (Gillespie) - Albuquerque (Gonzales) - Aldridge (Jasper) - Alexander (Erath) - Allamore (Hudspeth) - Alum (Wilson) - Ammans Crossing (Kendall) - Anarene (Archer) - Arden (Irion) - Arispe (Hudspeth) - Aransas City (Aransas) - Audra (Taylor) - Auburn (Ellis) - Audubon (Wise) - Ayr (Deaf Smith ) - Ayres (Washington) - Bankersmith (Kendall) - Bartonsite (Hale) - Becton (Lubbock) - Belcherville (Montague) | - Belknap (Young) - Belle Plain (Callahan) - Belzora (Smith) - Ben Ficklin (Tom Green) - Benton City (Atascosa) - Best (Reagan) - Bettina (Llano) - Bexar (Bexar) - Birchville (Hudspeth) - Bitter Creek (Nolan) - Block Creek (Kendall) - Blumenthal (Gillespie) - Boise (Oldham) - Boldtville (Wilson) - Bomarton (Baylor) - Boonville (Brazos) - Boracho (Culberson) - Boz (Ellis) - Bragg (Hardin) - Britton (Ellis) - Bronco (Yoakum) - Browning (Smith) - Bryant Station (Milam) - Bucksnort (Falls) - Burning Bush Colony (Smith/Cherokee) |

## C — D

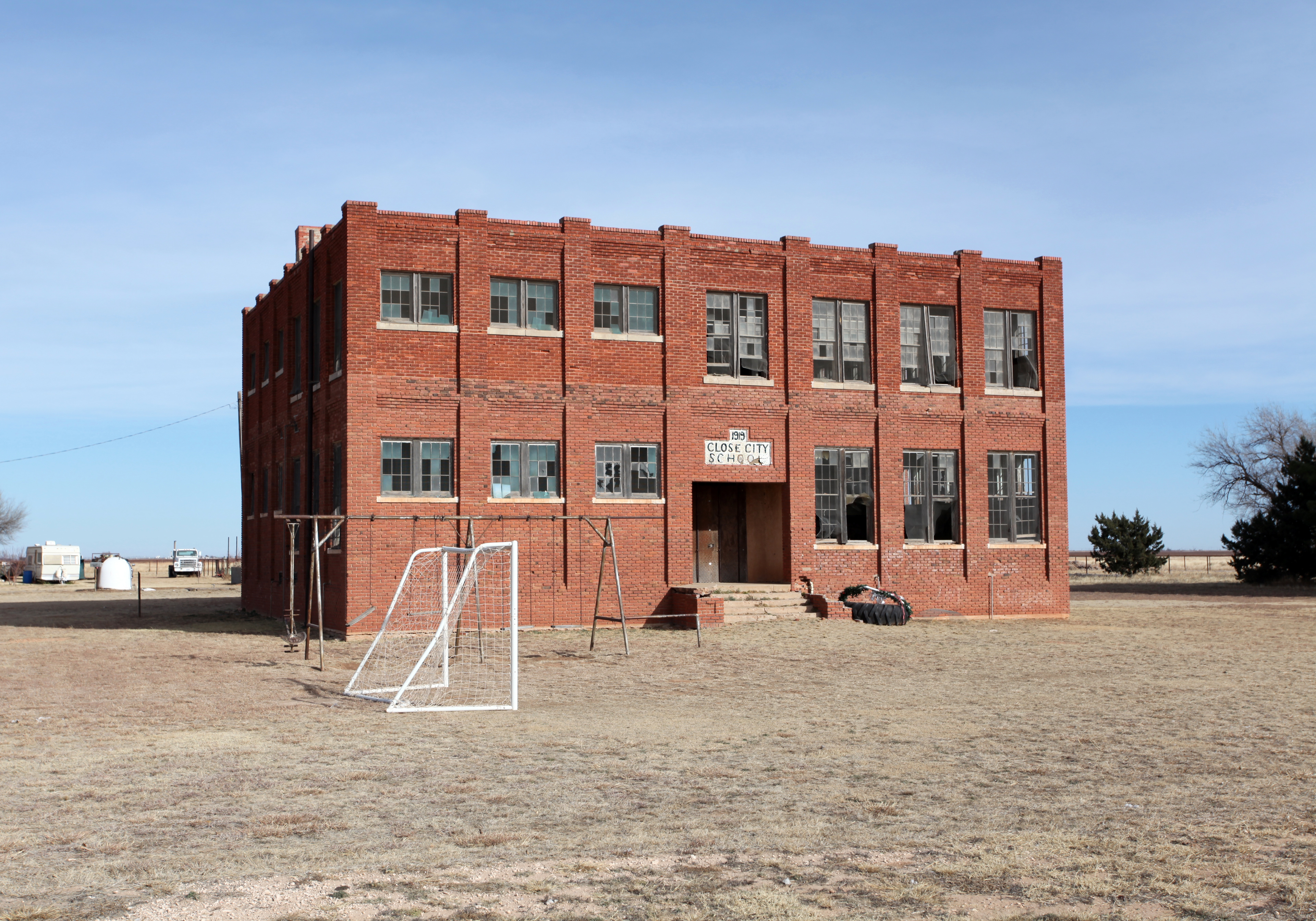
Școala abandonată din Close City (Garza).

| - Caddo (Milam) - Caddo (Wilson) - Cain City (Gillespie) - Calaveras (Wilson) - Calf Creek (McCulloch) - Callahan City (Callahan) - Calliham (McMullen) - Camey Spur (Denton) - Camp Verde (Kerr) - Canada Verde (Wilson) - Candelaria (Presidio) - Candlish (Bee) - Canyon City (Comal) - Canyon Valley (Crosby) - Cap Rock (Crosby) - Caput (Gaines) - Carlton (Hamilton) - Carpenter (Wilson) - Carta Valley (Edwards) - Carter (Parker) - Casa Blanca (Jim Wells) - Casa Piedra (Presidio) - Castolon (Brewster) - Center Point (Camp) - Center Point (Hopkins) - Center Point (Panola) - Center Point (Trinity) - Center Point (Upshur) - Chalk Mountain (Erath) - Cheapside (Gonzales) - Chinati (Presidio) - Chinese Coal Mine (Jeff Davis) - Chispa (Jeff Davis) - Cibolo Settlement (Comal) - Cincinnati (Walker) - Clairette (Erath) - Clairemont (Kent) - Clara (Wichita) - Clareville (Bee) | - Click (Llano) - Clinton (DeWitt) - Close City (Garza) - Coke (Wood) - Coker (Bexar) - Cold Springs (Uvalde) - Coles Settlement (Washington) - College Mound (Kaufman) - Coltharp, (Houston County) - Comyn (Comanche) - Concrete (Wilson) - Cora (Comanche) - Co Line (Hale/Lubbock) - Crisp (Ellis) - Cryer Creek (Navarro) - Curry (Stephens) - Currey's Creek (Kendall) - Cuthbert (Mitchell) - Dalby Springs (Bowie) - Darilek (Wilson) - Darwin (Webb) - Decker (Nolan) - Dietz (Guadalupe) - Deland (Erath) - Denhawken (Wilson) - Desdemona (Eastland) - Dewees (Wilson) - Dias E Ocho Creek Camp (Presidio) - Dido (Tarrant) - Dillon (Hopkins) - Dixie (Grayson) - Doan's Crossing (Wilbarger) - Dodge City (Williamson) - Doole (Concho) - Doseido Colony (Wilson) - Drumright (Glasscock) - Dryden (Terrell) - Duffau (Erath) - Dumas (Wood) - Dye Mound (Montague) |

## E — H

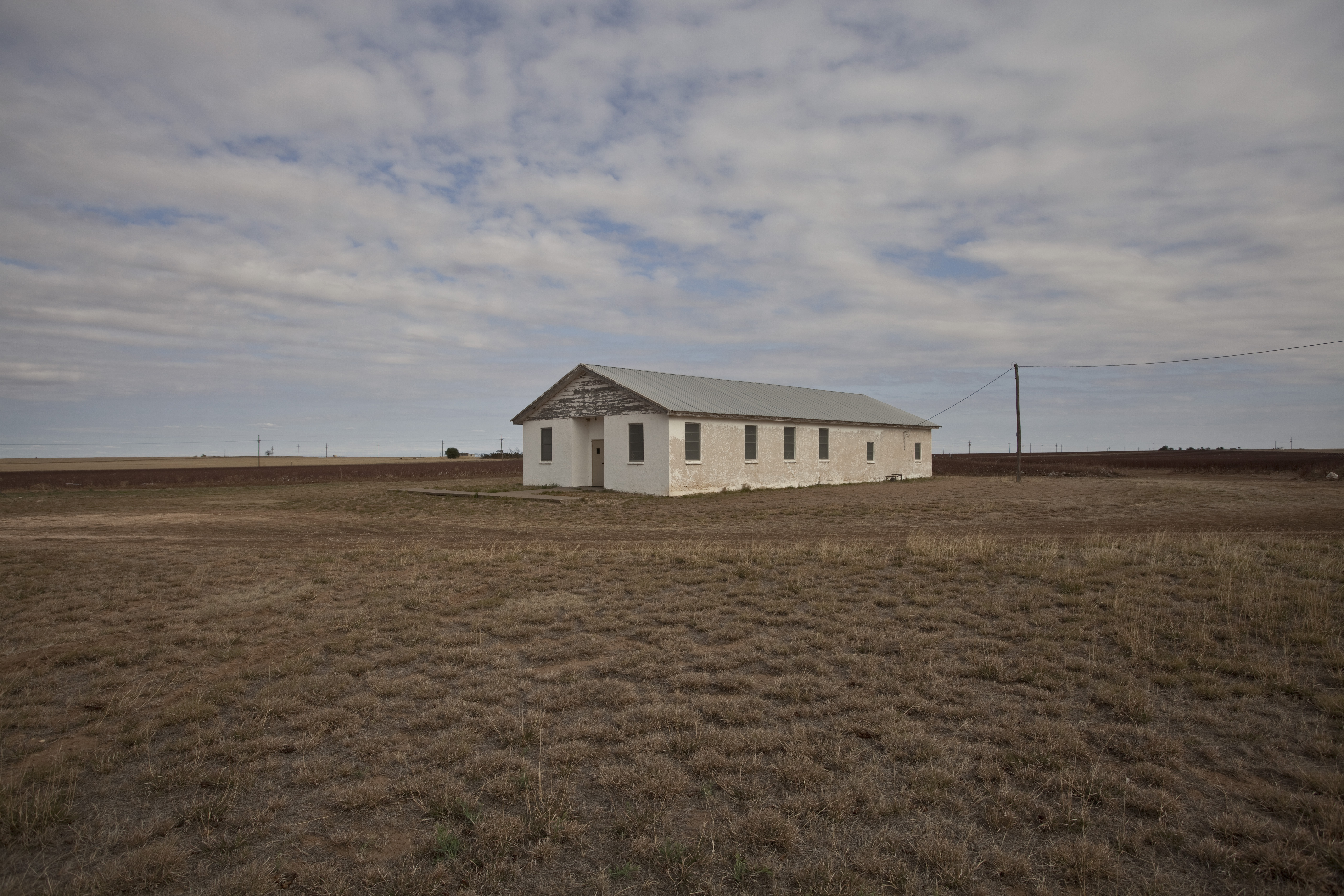
Biserica abandonată din Estacado (Crosby/Lubbock).

| - Eagle Creek (Wilson) - Eagle Nest (Val Verde) - Ebony (Mills) - Eckert (Gillespie) - Egypt (Leon) - Eliasville (Young) - Elizabethtown (Denton) - Elm Creek (Guadalupe) - Emerald, (Crockett) - Emma (Crosby) - Epworth (Hale) - Estacado (Crosby/Lubbock) - Etholen (Hudspeth) - Etna (Cherokee) - Fairview (Wilson) - Farewell (Dallam) - Farmer (Young) - Fasken (Andrews) - Fastrill (Cherokee) - Flora (Smith) - Fort Belknap (Young) - Fort Griffin (Shackelford) - Fort Holland (Presidio) - Fort Hudson (Val Verde) - Fort Martin Scott (Gillespie) - Fort McKavett (Menard) - Fort Oldham (Burleson) - Fort Phantom Hill (Jones) - Fort Quitman (Hudspeth) - Fort Terrett (Sutton) - Fratt (Bexar) - Frio Town (Frio) - Frosa (Limestone) - Fry (Brown) - Fuqua (Liberty) - Gander Slu (Guadalupe) - Gansel (Concho) - Gay Hill (Washington) | - Ghent (Cherokee) - Gilliland (Knox) - Girvin (Pecos) - Glenrio (Deaf Smith) - Goforth (Hays) - Goshen (Walker) - Graball (Washington) - Grapetown (Gillespie) - Grass Pond Colony (Wilson) - Gray Mule (Floyd) - Graytown (Wilson) - Green Valley (Guadalupe) - Grit (Mason) - Gruene (Comal) - Guadalupe City (Guadalupe) - Gulf (Matagorda) - Gunsight (Stephens) - Hackberry (Lavaca) - Hagerman (Grayson) - Hale City (Hale) - Hart Camp (Lamb) - Haslam (Shelby) - Hayrick (Coke) - Heckville (Lubbock) - Hedwigs Hill (Mason) - Helena (Karnes) - Helmic (Trinity) - Henry's Chapel (Cherokee) - Hickory Flats (Bastrop) - Hide Town (Wheeler) - Hilda (Mason) - Holt (San Saba) - Hot Springs (Brewster) - Huff (Archer) - Hughes (Irion) - Huron (Hill) |

## I — L

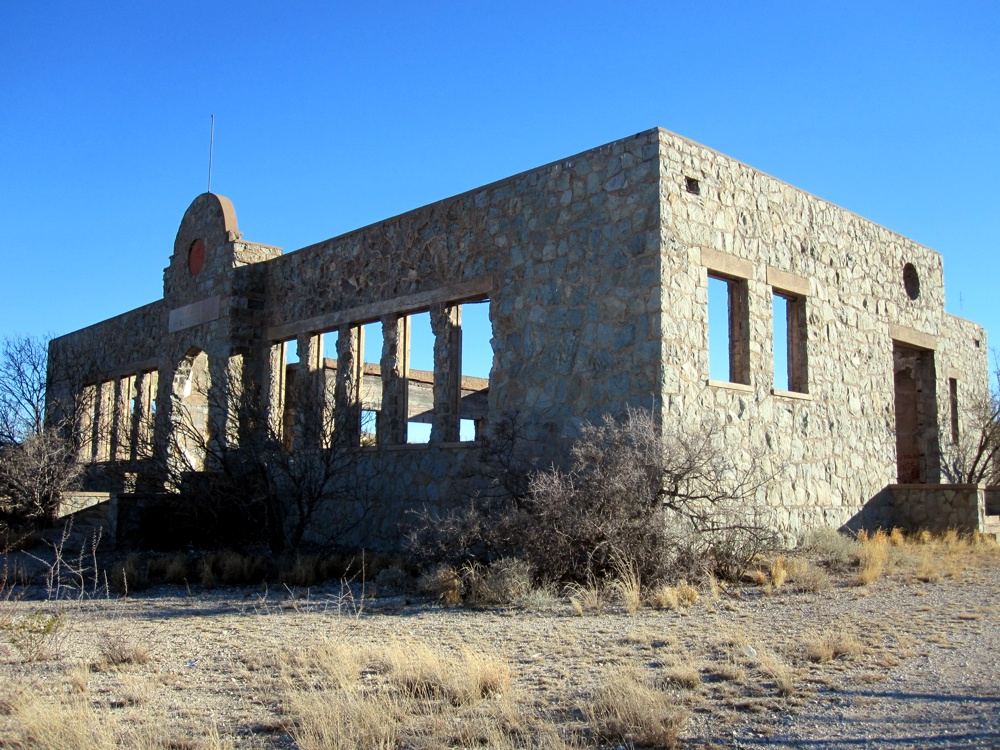
Ruinele Kent Public School (Culberson).

| - Ilka (Guadalupe) - Illinois Bend (Montague) - Independence (Washington) - Indianola (Calhoun) - Indio, (Presidio) - Ireland (Coryell and Hamilton Cos) - Iron Bridge (Gregg) - Islitas (Webb) - Izoro (Lampasas) - Jakes Colony (Guadalupe) - Jermyn (Jack) - Jewel (Eastland) - Jimkurn (Stephens) - Jim Town (Dallas) - Joinerville (Rusk) - Jonesboro (Coryell/Hamilton) - Jud (Haskell) - Juno (Val Verde) - Juniper (Coke) - Justiceburg (Garza) - Kellyville (Marion) - Kelm (Navarro) - Kelsey (Upshur) - Kelso (Deaf Smith) - Kent (Culberson) - Kicaster (Wilson) - Kimball (Bosque) - Kingsmill (Gray) - Kirk (Bexar) - Kirkland (Childress) - Kittie aka Kittie West (Live Oak) - Knight (Polk) - Knoxville (Cherokee) - Kosciusko (Wilson) | - La Casa (Stephens) - La Lomita (Hidalgo) - La Plata (Presidio) - La Reunion (Dallas) - Lajitas (Brewster) - Langtry (Val Verde) - Las Cabras (Wilson) - Las Islas (Wilson) - Larissa (Cherokee) - Laurelia (Polk) - League Four (Crosby) - Leesville (Gonzales) - Lemonville (Orange) - Levita (Coryell) - Linnville (Brazoria) - Linnville (Calhoun) - Lobo (Culberson) - Locker (San Saba) - Lodi (Wilson) - Loire (Wilson) - Loma Vista (Wilson) - Lone Oak (Bexar) - Longfellow (Pecos) - Lookout Valley (Bexar) - Los Ojuelos (Webb) - Louetta (Harris) - Lowell (Erath) - Loyal Valley (Mason) - Luxello (Bexar) - Lyra (Palo Pinto) - Lytton Springs (Caldwell) - Luckenbach (Gillespie) |

## M — O

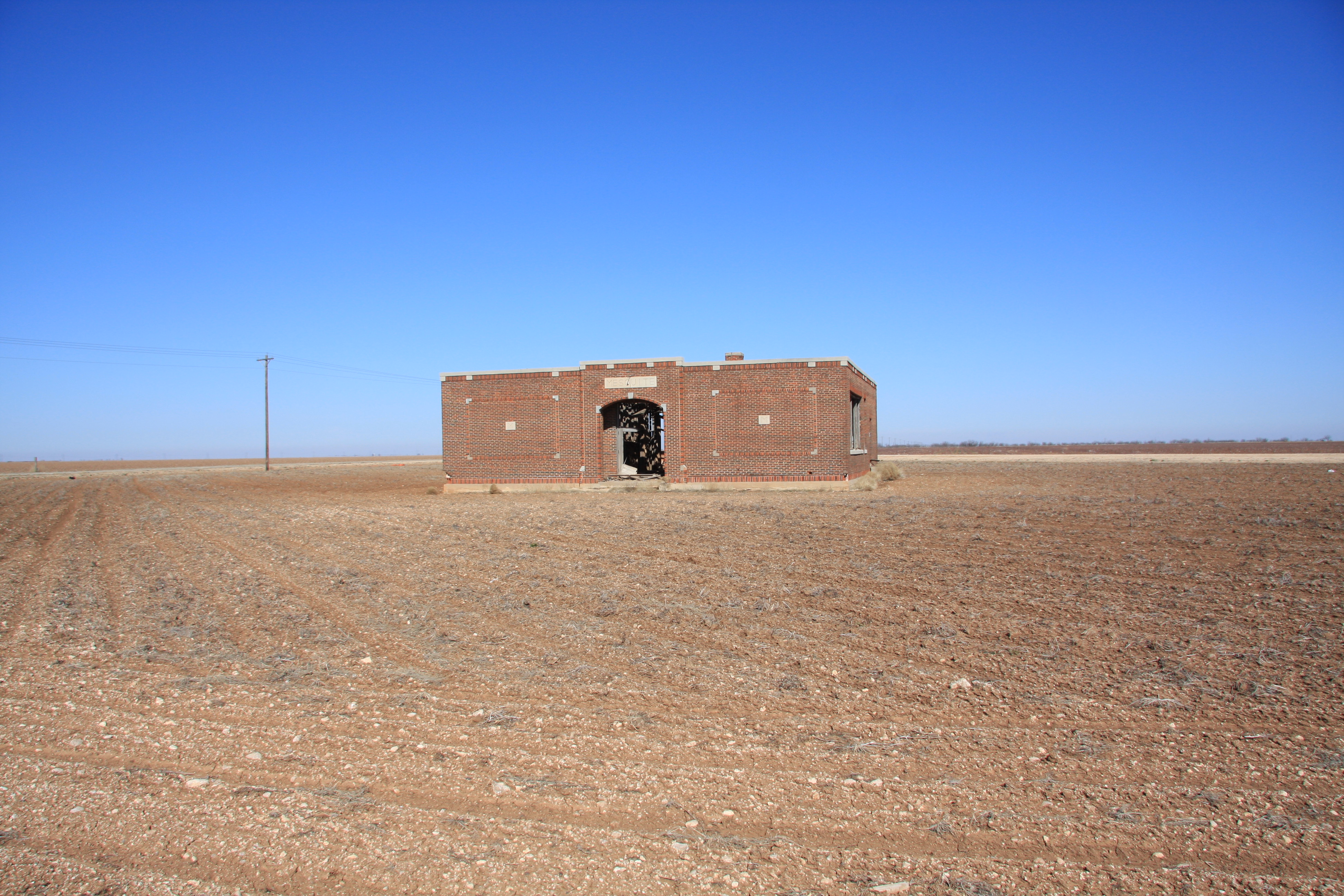
Școala abandonată din Mesquite (Borden).

| - Macksville (Comanche) - Madera Springs (Jeff Davis) - Manda (Travis) - Mangum (Eastland) - Manning (Angelina) - Mantua (Collin) - Marcelina (Wilson) - Marysville (Cooke) - Maxdale (Bell) - McGirk (Hamilton) - Medicine Mound (Hardeman) - Mendota (Hemphill) - Mentone (Loving) - Merle (Burleson) - Mesquite (Borden) - Millville (Rusk) - Mill Creek (Guadalupe) - Mineral Springs (Panola) - Minters Chapel (Tarrant) - Mobeetie (Wheeler) - Monthalia (Gonzales) - Morales (Jackson) - Morman Mill (Burnet) - Morris Ranch (Gillespie) - Mount Blanco (Crosby) - Mount Olive (Mills) - Mustang Prairie (Falls) - Narcisso (Cottle) - Neighborsville (Comal) - Neuse Store (Comal) - New Birmingham (Cherokee) | - New Danville (Gregg) - New Fountain (Medina) - New Gulf (Wharton) - New Lynn (Lynn) - Newport (Clay) - New Sweden (Travis) - Nix (Lampasas) - Nockenut (Wilson) - Nogal (Ochiltree) - Norfleet (Lampasas) - Nottawa (Wharton) - Noxville (Kimble) - Oakland (Colorado) - Ochoa (Presidio) - O'Daniel (Guadalupe) - Odds (Falls) - Ohio (Hamilton) - Ojo de Veranda (Presidio) - Old Gomez (Terry) - Olga (Nolan) - Olive (Hardin) - Olmos (Guadalupe) - Orient (Tom Green) - Orla (Reeves) - Orlena (Cooke) - Osage (Colorado) - Otis Chalk (Howard) - Owens (Crosby) - Owensville (Robertson) - Owenville (Sutton) |

## P — R

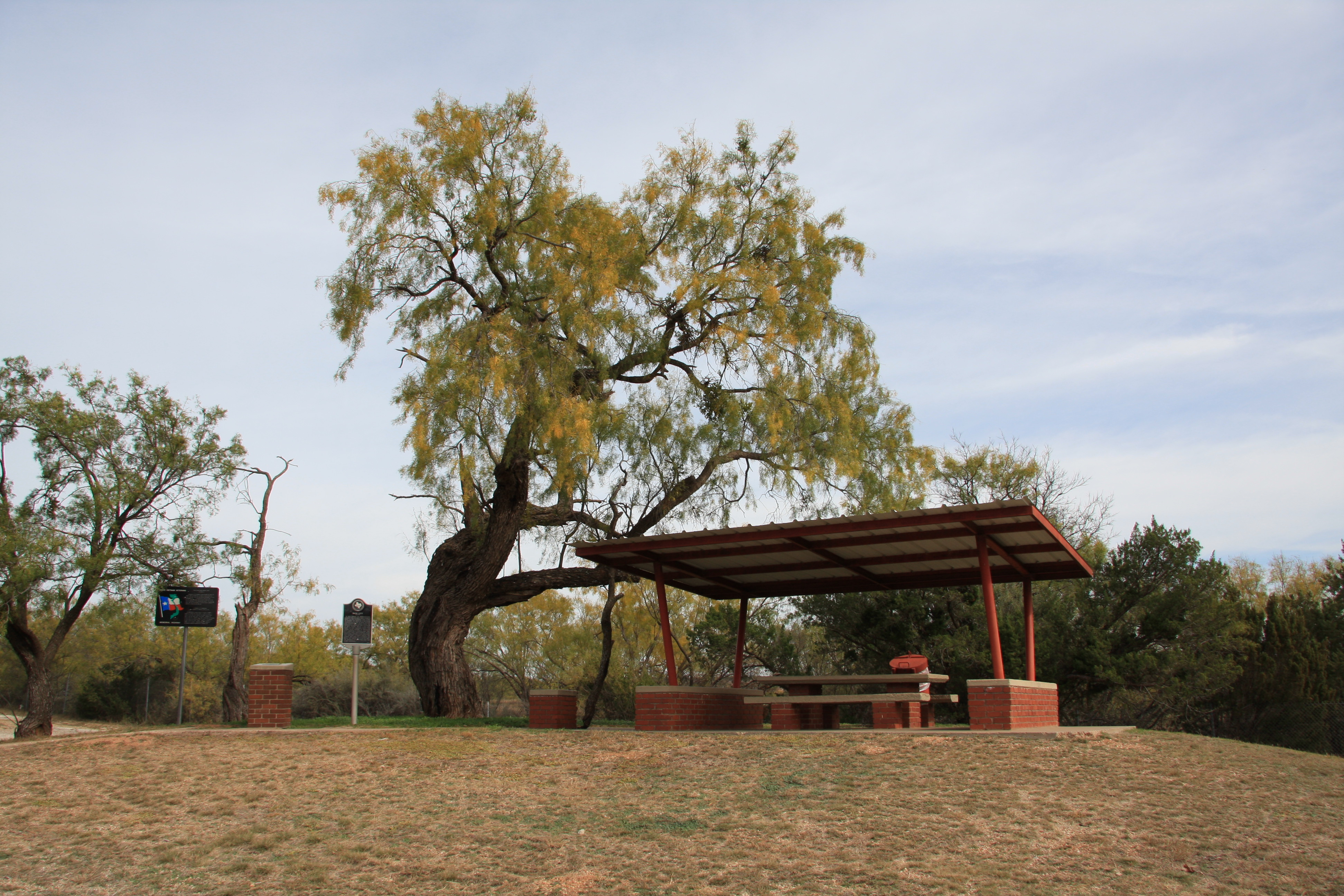
Historical marker at former Rath City (Stonewall).

| - Padgett (Young) - Palm Valley (Williamson) - Pandale (Val Verde) - Pandora (Wilson) - Park Springs (Wise) - Parris (Collin) - Paso Real (Cameron) - Peach Creek (Wharton) - Peach Tree Village (Tyler) - Pear Valley (McCulloch) - Pedernales (Gillespie) - Penick (Travis) - Perico (Dallam) - Pescadito (Webb) - Peyton Colony (Blanco) - Phelan (Bastrop) - Phillips (Hutchinson) - Pilares (Presidio) - Pine Spring (Culberson) - Pisek (Colorado) - Pittsville (Fort Bend) - Plata (Presidio) - Pleasant Hill (Houston) - Plemons (Hutchinson) - Plummer Crossing (Wilson) - Poesta (Bee) - Pontotoc (Mason) - Porterville (Loving) - Port Sullivan (Milam) | - Porvenir (Presidio) - Praha (Newton) - Preston (Grayson) - Preston (Wharton) - Princeton (Newton) - Pringle (Hutchinson) - Proffitt (Young) - Provident City (Colorado) - Pumpville (Val Verde) - Pyote (Ward) - Quigley (Jasper) - Quihi (Medina) - Quincy (Bee) - Rath City (Stonewall) - Rayner (Stonewall) - Red Barn (Pecos) - Red River Station (Montague) - Regency (Mills) - Remlig (Jasper) - Rexville (Austin) - Rheingold (Gillespie) - Ridout (Wilson) - Rock Island (Washington) - Roosevelt (Kimble) - Rooster Springs (Hays) - Ross City (Howard) - Ruidosa (Presidio) - Runnels City (Runnels) - Rustler Springs (Culberson) |

## S — T

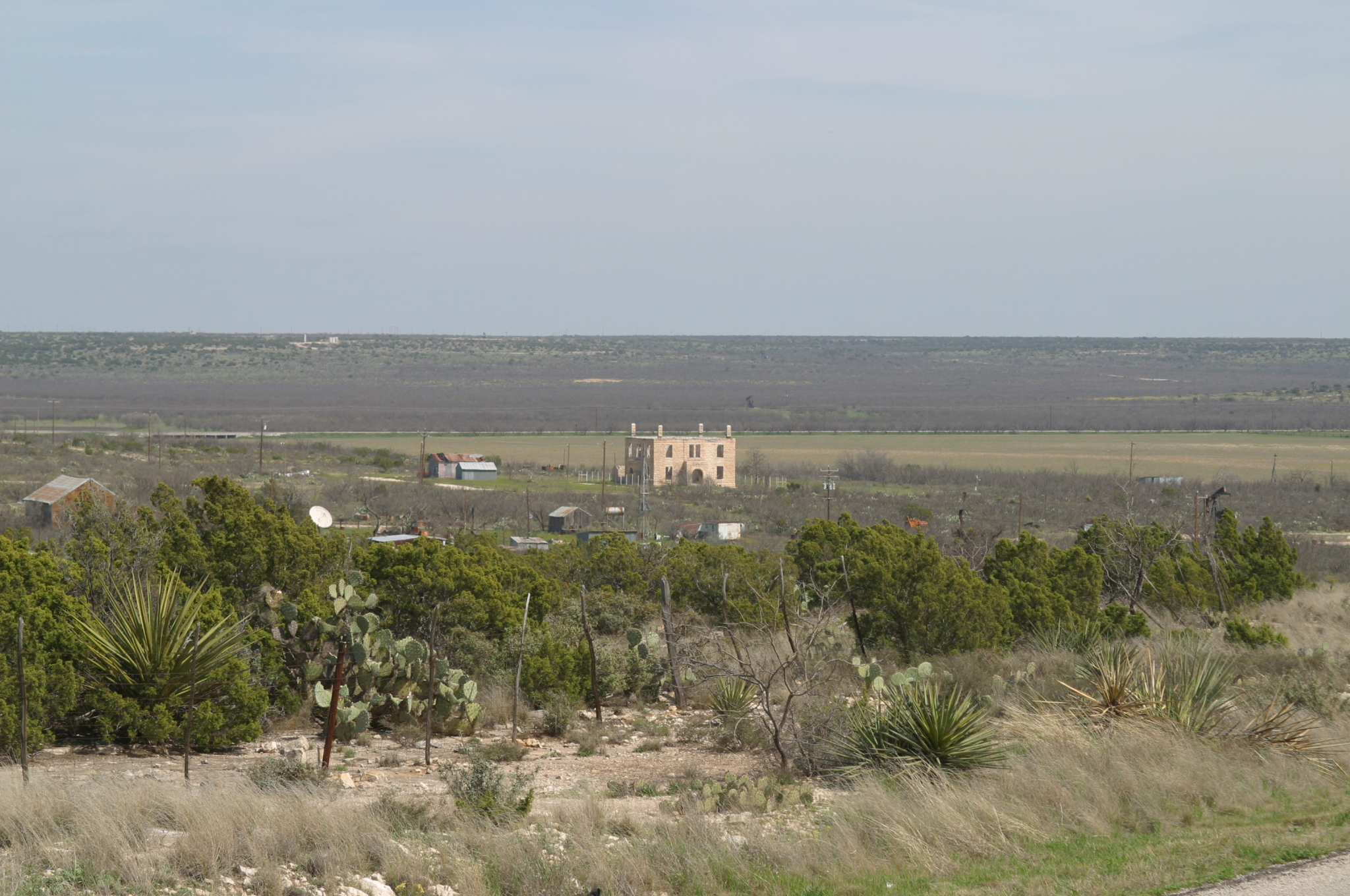
Abandoned courthouse in Stiles (Reagan).

| - St. Mary's of Aransas (Refugio) - Salona (Montague) - Salt Flat (Hudspeth) - Salt Gap (McCullouch) - Sam Fordyce (Hidalgo) - Sanco (Coke) - Sandy Hills (Wilson) - Santa Rita (Cameron) - Santo Tomás (Webb) - Sarahville de Viesca (Falls) - Saspamco (Wilson) - Savage (Fannin) - Savage (Crosby) - Sycamore (Guadalupe) - Senterfitt (Lampasas) - Shafter (Presidio) - Shafter Lake (Andrews) - Shannon (Clay) - Sher-Han (Hansford) - Sherwood (Irion) - Signal Hill (Hutchinson) - Silver (Coke) - Sipe Springs (Comanche) - Sipe Springs (Milam) - Sivells Bend (Cooke) - Slide (Lubbock) - Smeltertown (El Paso) - Smithfield (Tarrant) - Soash (Howard) - Sowers (Dallas) - Spanish Fort (Montague) - Spurlin (Hamilton) - Starrville (Smith) - Sterley (Floyd) - Sterling (Robertson) | - Steward's Mill (Freestone) - Stiles (Reagan) - Sullivan (Guadalupe,) - Sumpter (Trinity) - Sunnyside (Wilson) - Sunshine Hill (Wichita County) - Sutherland Springs (Wilson) - Swartwout (Polk) - Swastika (Hale) - Sweet Home (Guadalupe) - Tarrant (Hopkins) - Tascosa (Oldham) - Tee Pee City (Motley) - Tehuacana (Limestone) - Telegraph (Kimble) - Telico (Ellis) - Tennyson (Coke) - Terlingua (Brewster) - Texana (Jackson) - Texla (Orange) - Texon (Reagan) - Tiemann (Guadalupe) - The Grove (Coryell) - Three Oaks (Wilson) - Thurber (Erath) - Tokio (Terry) - Tolbert Wilbarger Co - Towash (Hill) - Toyah (Reeves) - Toyahvale (Reeves) - Trickham (Coleman) - Tucker (Anderson) - Tuckertown (Navarro) - Tuff (Bandera) - Tuleta (Bee) - Turpentine (Jasper) - Twin Sisters (Blanco) |

## U — Z

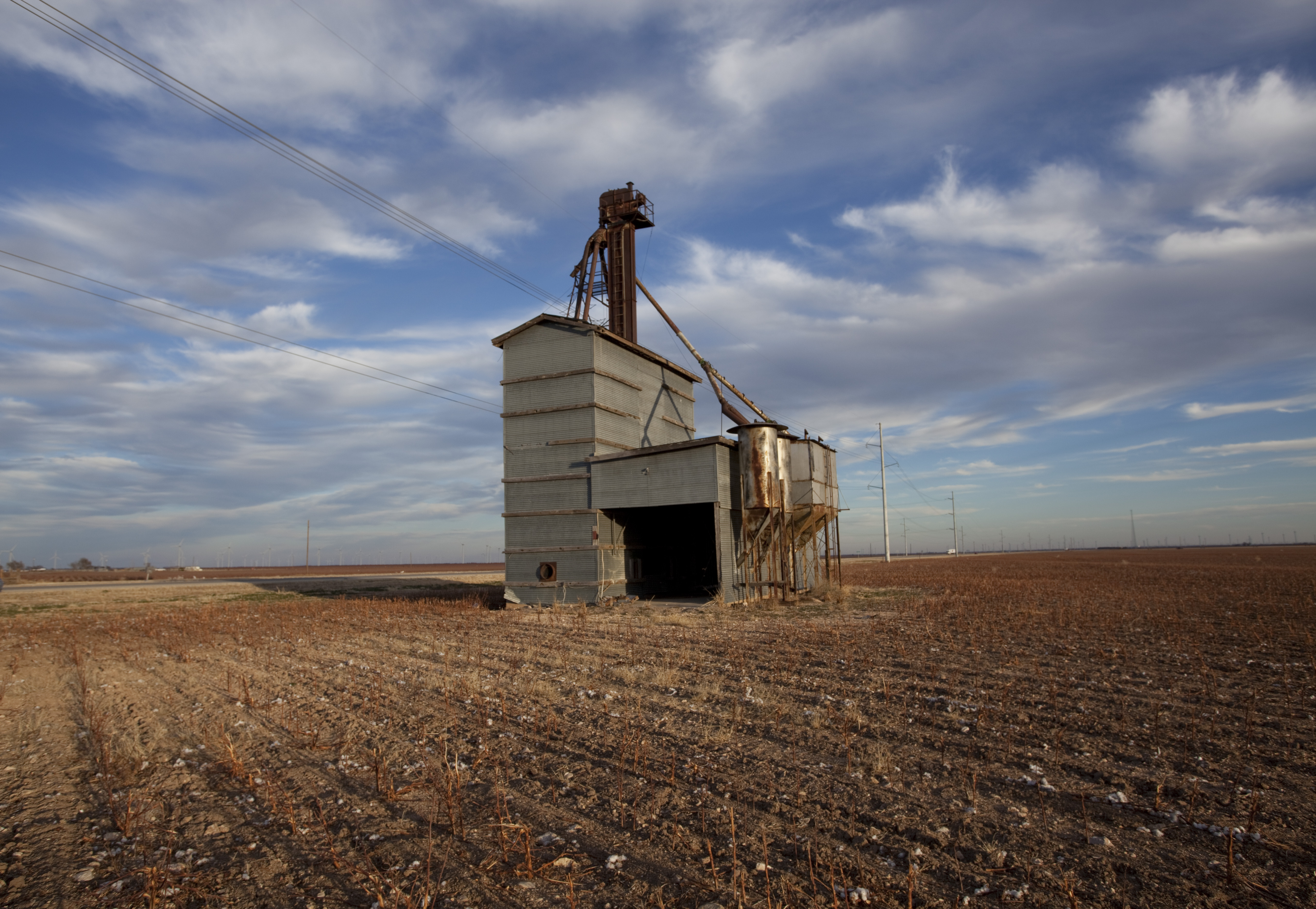
Abandoned grain elevator in Wastella (Nolan).

| - Union Valley (Wilson) - Unity (Wilson) - Upland (Upton) - Upton (Bastrop) - Utica (Smith) - Vandenburg (Medina) - Verbeba (Garza) - Vieja Springs (Presidio) - Virginia City (Bailey) - Waring (Kendall) - Warren (Fannin) - Washington-on-the-Brazos (Washington) - Wastella (Nolan) - Watson (Red River/Comanche) - Wayside (Lynn) - Welfare (Kendall) - Wenasco (Jasper) | - White City (Gaines) - White Way (Hamilton) - Who'd Thought It (Hopkins) - Whon (Coleman) - Wild Cat Bluff (Anderson) - Williams Ranch (Mills) - Winkleman (Waller) - Woodward (LaSalle) - Wintergreen (Karnes) - Yegua (Washington) - Zeirath (Jasper) - Ziler (Howard) - Zorn (Guadalupe) - Zella (McMullen) - Zodiac (Gillespie) - Zuehl (Guadalupe) |